# مكتبة آفاق للنشر والتوزيع
مكتبة آفاق للنشر والتوزيع دار نشر وتوزيع كويتية. أصبحت خلال فترة قصيرة من أبرز المشاركين في أغلب معارض الكتب العربية والأجنبية، تعرض منشوراتها بالوسائل الإعلامية الحديثة، بالإضافة إلى طباعة قوائم منشورات باللغة العربية وإرسالها إلى جميع المكتبات في العالم. تحرص المكتبة على نشر الكتب المفيدة للفكر والثقافة الإسلامية والعربية، وينتمي مؤلّفيها إلى مختلف الجنسيات والتخصصات ما يؤدي إلى تنوع المنشورات.

## وصلات خارجية
- الموقع الرسمي مكتبة آفاق للنشر والتوزيع